# 日台精鋭プロ選手権
日台精鋭プロ選手権（にちたいせいえいプロせんしゅけんせん、中日精鋭職業圍棋賽）は、日本と台湾の若手囲碁棋士による棋戦。2008年に開始。
- 主催 海峰棋院
- 共催 台湾棋院、日本棋院、中華民国囲棋協会、日本航空、大通旅行社、LGS傳奇圍棋網
- 優勝賞金 (第1回)60万元、（第2-3回)75万元、(第4回-)120万元

## 方式
- 出場者は、台湾のプロ棋士8名、日本の台湾出身棋士4名、日本人棋士4名の、計16名。第1-3回は30歳以下。
- トーナメント戦で実施。
- コミは6目半。
- 持時間は各1時間。使い切ると1分の秒読み。

## 出場者
- 第1回 （台湾）林至涵、陳詩淵、蕭正浩、陳逸達、林書陽、林修平、（日本）蘇耀国、井山裕太、溝上知親、首藤瞬、黄翊祖、林漢傑、潘善琪、張豊猷、（特別招待）周俊勲、謝依旻
- 第2回（台湾）周俊勲、林至涵、陳詩淵、蕭正浩、楊孟允、陳鋒、廖冠泓、余正麒、（日本）河野臨、井山裕太、蘇耀国、黄翊祖、張豊猷、林子淵、林漢傑、安齋伸彰
- 第3回（台湾）周俊勲、林至涵、陳詩淵、蕭正浩、林書陽、夏大銘、劉耀文、劉耀文、（日本）李沂修、黄翊祖、張豊猷、謝依旻、首藤瞬、松本武久、鶴山淳志、志田達哉
- 第4回（台湾）周俊勲、陳詩淵、蕭正浩、林至涵、林立祥、王元均、葉紘源、張凱馨、（日本）王銘琬、王立誠、林漢傑、謝依旻、高尾紳路、山田規三生、小県真樹、向井千瑛

## 歴代優勝者と決勝戦
（左が優勝者）
1. 2008年 蘇耀国 - 井山裕太
2. 2009年 河野臨 - 陳詩淵
3. 2010年 周俊勲 - 松本武久
4. 2011年 陳詩淵 - 林至涵